# Андалужа (Илиноис)
Андалужа (енгл. Andalusia) град је у америчкој савезној држави Илиноис.

## Демографија
По попису из 2010. године број становника је 1.178, што је 128 (12,2%) становника више него 2000. године.
| Група             | 2000.         | 2010.         |
| Белци             | 1.013 (96,5%) | 1.138 (96,6%) |
| Афроамериканци    | 6 (0,6%)      | 8 (0,7%)      |
| Азијати           | 0 (0,0%)      | 4 (0,3%)      |
| Хиспаноамериканци | 23 (2,2%)     | 23 (2,0%)     |
| Укупно            | 1.050         | 1.178         |